# Teaterrepubliken
Teaterrepubliken är en fri teatergrupp med säte i Malmö, grundad 2008.
Teaterrepubliken satte i huvudsak upp nyskriven dramatik med tydligt politisk tematik. Gruppen fick sitt stora publika och massmediala genombrott 2010 med föreställningarna Teaterrepubliken öppnar apotek och Ayn, den senare en politisk satir baserad på Ayn Rands utopiska romaner. Teaterrepubliken har även arbetat med politiskt färgade happenings som till exempel Apoteksrepubliken och Tågrepubliken. Flera av gruppens föreställningar har skapat debatt i media. I samband med Teaterrepubliken får barn fick Malmö kommun kritik för sitt stöd till föräldrautbildningen Cope. Även Region Skånes beslut att stödja den planerade produktionen Jimmie Åkesson, en fiktiv biografi om Sverigedemokraternas ordförande, fick stort genomslag i media. Mot slutet av 2010-talet vände teatern sig bort från den postmoderna konsten och började istället producera nyskrivna kammardramer med berättelsen i fokus. Därmed förlorade gruppen 2021 sitt verksamhetsstöd från Kulturrådet, men eftersom verksamhetsledaren Jens Peter Karlsson fått tioårigt stipendium från Sveriges författarfond så kunde verksamheten fortgå. Teatern delar lokal med Teater 23 på Djäknegatan i Malmö.

## Föreställningar i urval
- Utdrag ur: Der Prozess efter en roman av Franz Kafka (2021)
- Skidkungen av Manda Stenström (2020)
- Reboot av Jens Peter Karlsson (2019)
- Att bry sig om irakier av August Lindmark (2016)
- Eiger av Jens Peter Karlsson (2015)
- Herlock Holmes – från tårta till terrorist av August Lindmark (2014)
- Nattvak av Jens Peter Karlsson (2014)
- Teaterrepubliken skär ner av August Lindmark (2013)
- Hata NN av Anna Rydén och August Lindmark (2012)
- Jimmie Åkesson & Den utomeuropeiska invandringen av Jens Peter Karlsson (2012)
- En makroekonomisk kärlekshistoria av Jens Peter Karlsson (2011)
- Teaterrepubliken får barn av August Lindmark (2011)
- Teaterrepubliken öppnar apotek av August Lindmark (2010)
- Ayn av Jens Peter Karlsson (2010)
- Ibsens lille Eyolf av Jens Peter Karlsson, fritt efter Lille Eyolf (2008)